# Chrysobothris grindeliae
Chrysobothris grindeliae är en skalbaggsart som beskrevs av Van Dyke 1937. Chrysobothris grindeliae ingår i släktet Chrysobothris och familjen praktbaggar. Inga underarter finns listade i Catalogue of Life.